# Bolesław Książek (rolnik)
Bolesław Książek (zm. 12 maja 1943 w Dębem Wielkim) – polski rolnik zamordowany za pomoc okazaną żydowskiemu chłopcu Idelowi podczas okupacji niemieckiej. Uhonorowany w ramach projektu Instytutu Pileckiego Zawołani po imieniu.

## Historia
Mieszkał razem z żoną Aleksandrą Książek w gospodarstwie rolnym położonym przy lesie na pograniczu wsi Cezarów i Olesin w okolicy Mińska Mazowieckiego. W 1941 r. wracając wozem konnym z Warszawy do domu spotkał zbiegłego z warszawskiego getta żydowskiego chłopca o imieniu Idel, którego przygarnął. Książek opiekował się Idelem przez niespełna dwa lata. Ze względu na pojawiające się ostrzeżenia ze strony rodziny na temat represji, jakie mogą spotkać za ukrywanie Żyda, chłopiec przebywał w domu Książków tylko za dnia, natomiast nocował w stodole gospodarstwa. Wskutek donosu 12 maja 1943 r. została zorganizowana obława na gospodarstwo. Po brutalnym pobiciu przez niemieckich żandarmów Książek został wyciągnięty na podwórze, a jego żonę poproszono o przyniesienie postronka. W obawie przed śmiercią kobieta zdołała uciec przez okno domu. Podczas przeszukiwania gospodarstwa została znaleziono kryjówka Idela. Książek i ukrywany przez niego chłopiec zostali przepędzeni w stronę lasu i zamordowani w odległości ok. 1 km od gospodarstwa. Książek został pochowany na pobliskim cmentarzu w Dębem Wielkim za zgodą Niemców, w kwaterze nr 594. Jednak ciało Idela nie zostało pochowane.

## Upamiętnienie
25 czerwca 2021 r. w Cezarowie miało miejsce odsłonięcie przez min. Magdalenę Gawin tablicy upamiętniającej Bolesława Książka i Idela, któremu udzielał on pomocy podczas okupacji niemieckiej. Wydarzenie było zorganizowane w ramach projektu Zawołani po imieniu przez Instytut Pileckiego.